# Массер, Дэвид
Дэвид Массер (англ. David Masser; род. 11 августа 1948, Лондон, Великобритания — профессор математики Базельского университета (Базель, Швейцария). Получил ученую степень доктор философии в 1974 в Кембриджском университете за исследования в области эллиптических и трансцендентных функций.
До своей работы в Базельском университете, преподавал в Мичиганском университете. Известен своими работами в области теории чисел, в 2005 году был выбран в Лондонское королевское общество.
Независимо от Джозефа Эстерле в 1985 году сформулировал ABC гипотезу. Эта гипотеза является в настоящее время одной из важнейших нерешенных проблем в анализе диофантовых уравнений.